# Bahus-Soubiran
Bahus-Soubiran – miejscowość i gmina we Francji, w regionie Nowa Akwitania, w departamencie Landy.
Według danych na rok 1990 gminę zamieszkiwało 326 osób, a gęstość zaludnienia wynosiła 22 osób/km² (wśród 2290 gmin Akwitanii Bahus-Soubiran plasuje się na 855. miejscu pod względem liczby ludności, natomiast pod względem powierzchni na miejscu 767.).